# Campeonato Paraguaio de Futebol de 1984
O Campeonato Paraguaio de Futebol de 1984 foi o septuagésimo quarto torneio desta competição. Participaram dez equipes. O Club Oriental foi rebaixado. O campeão e o vice do torneio representaria o Paraguai na Copa Libertadores da América de 1985
| Equipe                   | Cidade   | Departamento     | No ano anterior                                                      | Estádio | Capacidade | Títulos                                           | Participações |
| ------------------------ | -------- | ---------------- | -------------------------------------------------------------------- | ------- | ---------- | ------------------------------------------------- | ------------- |
| Club Cerro Porteño       | Assunção | Distrito Capital | Quinto Lugar                                                         | --      | --         | 19 (último em 1977)                               | 68            |
| Club Guaraní             | Assunção | Distrito Capital | Lugar                                                                | --      | --         | 8 (1906,1907, 1921, 1923, 1949, 1964, 1967, 1969) | 73            |
| Club Olimpia             | Assunção | Distrito Capital | Campeão                                                              | --      | --         | 30 (último em 1983)                               | 74            |
| Club Libertad            | Assunção | Distrito Capital | Terceiro Lugar                                                       | --      | --         | 7 (1910, 1920, 1930,1943, 1945, 1955, 1976 )      | 70            |
| Club River Plate         | Assunção | Distrito Capital | Lugar                                                                | --      | --         | 0 (não possui)                                    | 68            |
| Club Sportivo Luqueño    | Luque    | Central          | Vice Campeão                                                         | --      | --         | 2 (1951,1953)                                     | 50            |
| Sol de América           | Assunção | Distrito Capital | Quarto Lugar                                                         | --      | --         | 0 (não possui)                                    | 69            |
| Club Nacional            | Assunção | Distrito Capital | Sexto Lugar                                                          | --      | --         | 6 (1909, 1911, 1924, 1926, 1942, 1946)            | 73            |
| Club Atlético Colegiales | Assunção | Distrito Capital | Lugar                                                                | --      | --         | 0 (não possui)                                    | 2             |
| Club Atlético Tembetary  | Ypané    | Central          | Campeão do Campeonato Paraguaio de Futebol de 1983 - Segunda Divisão | --      | --         | 0 (não possui)                                    | 12            |

## Premiação
| Campeonato Paraguaio 1984 Primeira Divisão |
| Assunção                                   |
| ------------------------------------------ |
| Club Guarani Campeão (9º título)           |